# Cássio Taniguchi
Cassio Taniguchi ComMM (Paraguaçu Paulista, 30 de outubro de 1941) é um engenheiro eletrônico e político nipo-brasileiro filiado ao Partido Social Democrático (PSD). Pelo Paraná, foi deputado federal, além de prefeito da capital Curitiba por dois mandatos.

## Biografia
Filho de Masaji Taniguchi e Masako Taniguchi, graduou-se em Engenharia Eletrônica pelo Instituto Tecnológico de Aeronáutica (ITA) em 1964. 
Presidiu a Urbanização de Curitiba (URBS, 1972-1975), empresa que gerencia o sistema de transporte urbano da cidade, e o Instituto de Pesquisa e Planejamento Urbano de Curitiba (IPPUC, 1980-1983 e 1989-1994). Foi Secretário de Estado do Planejamento e Coordenação Geral e Secretário de Estado da Indústria e Comércio do Estado do Paraná, entre 1995 e 1996 (governo Jaime Lerner), na época da mudança do perfil econômico do Estado, atuando diretamente na atração e implantação do polo automobilístico (montadoras Audi-Volkswagen e Renault).

## Trajetória política
Foi prefeito de Curitiba por dois mandatos consecutivos, de 1997 a 2004. Em seu primeiro mandato, Taniguchi foi admitido pelo presidente Fernando Henrique Cardoso à Ordem do Mérito Militar no grau de Comendador especial.
Foi eleito deputado federal na eleição de 2006. Na Câmara dos Deputados, é autor do Projeto de Lei nº 34/2007, que propôs alterações no Estatuto da Cidade para oferecer incentivos à utilização racional do solo urbano como medida de enfrentamento ao aquecimento global e redução da emissão dos gases do efeito estufa. Em 6 de fevereiro de 2007, licenciou-se para exercer o cargo de Secretário de Desenvolvimento Urbano e Meio Ambiente do Distrito Federal, no governo de José Roberto Arruda permanecendo de janeiro de 2007 até dezembro de 2009, posteriormente reassumindo seu mandato de Deputado Federal, sem partido, haja vista o Anúncio da sua saída do Democratas 6 dias antes de deixar a pasta. Em janeiro de 2011, assumiu como Secretário de Planejamento do Paraná no governo Beto Richa.
É consultor da United Nations Institute for Training and Research (UNITAR), vinculado à ONU, com sede em Genebra, e presidente da seção paranaense do Instituto Tancredo Neves, órgão de estudo e pesquisa na área política.
Após o fim do 1° Governo Richa, em fevereiro de 2015, foi nomeado pelo governador de Santa Catarina Raimundo Colombo como Superintendente de Desenvolvimento da Região Metropolitana da Grande Florianópolise em seguida, Secretário Executivo de Mobilidade Urbana, acumulando os dois cargos. posteriormente, após a renúncia de Raimundo, Cássio assumiu a Secretaria de Planejamento de Santa Catarina, nomeado pelo recém empossado governador Eduardo Pinho.

### Condenação
Em 2010, foi condenado a seis meses de prisão em regime fechado por crime de responsabilidade, sendo acusado de desviar dinheiro de um convênio firmado entre a administração de Curitiba e o Banco Interamericano de Desenvolvimento (BID) quando era prefeito. Ele teria usado parte dos recursos para pagar um precatório (dívida do poder público com o cidadão) que não estava previsto no convênio. Porém, após confirmação pelo STF, a ação judicial foi extinta porque prescreveu o tempo para cumprir a pena.

## Desempenho Eleitoral
| Ano  | Eleição               | Cargo            | Partido               | Partido | Coligação                                                                                             | Vices              | Votos para Taniguchi | Votos para Taniguchi | Votos para Taniguchi | Votos para Taniguchi | Resultado     | Ref.          |
| Ano  | Eleição               | Cargo            | Partido               | Partido | Coligação                                                                                             | Vices              | T.                   | Total                | %                    | P.                   | Resultado     | Ref.          |
| ---- | --------------------- | ---------------- | --------------------- | ------- | --- | ------------------ | -------------------- | -------------------- | -------------------- | -------------------- | ------------- | ------------- |
| 1996 | Municipal de Curitiba | Prefeito         |                       | PDT     | Movimento Coração Curitibano (PDT, PPB, PFL, PTB, PSC)                                                | Algaci Tulio (PTB) | 1.º                  | 414.648              | 54,67%               | 1.º                  | Eleito        | [ 11 ]        |
| 2000 | Municipal de Curitiba | Prefeito         |                       | PFL     | Movimento Curitiba Sempre Com Você (PFL, PL, PPB, PRN, PRP, PSB, PSC, PSD, PSL, PST, PTdoB, PTB, PTN) | Beto Richa (PTB)   | 1.º                  | 378.993              | 43,97%               | 1.º                  | Segundo Turno | [ 12 ] [ 13 ] |
| 2000 | Municipal de Curitiba | Prefeito         | 2.º                   | PFL     | Movimento Curitiba Sempre Com Você (PFL, PL, PPB, PRN, PRP, PSB, PSC, PSD, PSL, PST, PTdoB, PTB, PTN) | Beto Richa (PTB)   | 462.811              | 51,48%               | 1.º                  | Eleito               |               | [ 12 ] [ 13 ] |
| 2006 | Estadual do Paraná    | Deputado Federal | Voto Limpo (PPS, PFL) | PFL     | — | 1.º                | 67.821               | 1,26%                | 30.º                 | Eleito               | [ 14 ] [ 15 ] |               |